# ایرنئوش چوپ
ایرِنئوش چوپ (لهستانی: Ireneusz Czop؛ زادهٔ ۶ ژوئیه ۱۹۶۸) بازیگر لهستانی تئاتر، تلویزیون و سینما است.

وی ابتدا در رشته مهندسی برق تحصیل نمود و پس از فارغ‌التحصیلی به رشته بازیگری روی آورد و در مدرسه ملی فیلم ووچ تحصیل کرد. او دارای مدرک فوق‌دکترای هنرهای نمایشی است و در کنار بازیگری، به تدریس این رشته در «دانشکدهٔ سینمای ووچ» مشغول است. او بابت مشارکت‌های هنری‌اش برندهٔ صلیب شایستگی و نشان شایستگی در فرهنگ - گلوریا آرتیس شده‌است. نقل قولی معروف از او هست که می‌گوید: 
«سریال تلویزیونی مثل یک غذای حاضری و خوب است که در خیابان خریداری می‌کنید. اما «تئاتر»، شام مخصوصی است که برای شما تهیه شده و آنرا با یک عزیز صرف می‌کنید.»
از فیلم‌ها یا مجموعه‌های تلویزیونی که وی در آن‌ها نقش داشته است، می‌توان به غیرمجازها، بدون پنهان‌کاری، بازخورد، پیمان ورشو، خیوکا، سیل، تلخ و شیرین، خودِ زندگی، کمیسر آلکس، فرابنفش، خانه کشیش، مأموریت افغانستان، قانون حقیقی، لجن‌زار، هتل ۵۲، در خوشی و سختی، جک استرانگ، وُلین، در خیابان سپولنی، عشق اول، پورنوگرافی، در تاریکی و عواقب اشاره نمود.